# Ekrem İmamoğlu
Ekrem İmamoğlu (wym.: [ecˈɾæm imamˈo:ɫu]; ur. 4 czerwca 1970 w Akçaabacie) – turecki polityk, w latach 2019–2025 burmistrz Stambułu. Uważany za więźnia politycznego.

## Życiorys
İmamoğlu urodził się w 1970 roku w Akçaabacie nad Morzem Czarnym. Ukończył studia magisterskie na kierunku zarządzanie zasobami ludzkimi na Uniwersytecie Stambulskim. Następnie pracował w rodzinnej firmie, która zajmuje się budownictwem. W 2008 roku wstąpił do młodzieżówki kemalistowskiej partii CHP, której po roku został liderem. Jego żoną od 1995 roku jest Dilek Kaya. Mają dwóch synów Semiha i Mehmeta Selima, oraz córkę Beren.

## Kariera polityczna
16 września 2009 został wybrany na szefa lokalnych struktur w Beylikdüzü, a ze stanowiska zrezygnował 15 lipca 2013, by ubiegać się o fotel burmistrza tego miasta. Wybory odbyły się 30 marca 2014 roku, pokonał wówczas kandydata Partii Sprawiedliwości i Rozwoju, Yusufa Uzuna.
31 marca 2019 roku zwyciężył w wyborach na burmistrza Stambułu, pokonując kandydata Partii Sprawiedliwości i Rozwoju i byłego premiera Turcji Binaliego Yıldırıma. İmamoğlu pokonał rywala uzyskując przewagę ok. 25 000 głosów. Zaprzysiężenie na to stanowisko nastąpiło 17 kwietnia 2019 roku. Centralna Komisja Wyborcza unieważniła jednak wyniki wyborów. Nowe głosowanie zostało wyznaczone na 23 czerwca 2019 roku. W powtórzonym głosowaniu wygrał, zdobywając 54% głosów.
19 marca 2025 został aresztowany w związku z zarzutami korupcyjnymi i zawieszony w pełnieniu obowiązków burmistrza, a 23 marca 2025 został tymczasowo odsunięty przez rząd.